# Будслав
Будслав — агромістечко в Білорусі, у Мядельському районі Мінської області, на річці Сервач. Центр Будславської сільської ради.
Розташоване за 18 км на північ від Довгинова, за 16 км на північний схід від Кривичів, за 26 км на північний схід від Княгинина, за 12 км від автошляху Р29, за 6 км на схід від залізничної станції Будслав.

## Назва
Назва (біл. Буда, Буцлаў, Будцлаў) походить від слов'янського прізвиська Будслав в сенсі майстер — будівничий.

## Історія
Перша згадка про Будслав датується 1504 роком коли великий князь литовський Олександр подарував цю оселю Бернардинам з Вільна.
У 1589 році вони будують дерев'яний, а згодом (1783) мурований костел і дві каплиці.
Від 1782 року — містечко.
Від 1793 року, після Другого поділу Речі Посполитої, загарбаний Російською імперією, у складі Віленського повіту.
Від 1848, у приватному володінні І. Оскерка І.
Від 1885 року центр волості. Функціонували костел, синагога, парафіяльна школа.
Вважається, поява в 1907 році залізниці (гілка Полоцьк-Молодечне) прислужилася розвиткові містечка. Залізнична станція з відповідною назвою на відстані 2 км допіру є осібним населеним пунктом з ідентичною назвою Будслав.
Під час Першої світової війни у містечку дислокувався штаб 2 Російського війська Західного фронту, що координував головні дії битви над озером Нароч.
Від 1917 до 1919 діяла Будславська білоруська гімназія.
Від 1921 року центр ґміни Вілейського повіту Віленського воєводства.
Від 1939 року у складі БССР.
Від 1940 центр сільради Кривицького, а від 1962 року — Мядельського району.
Від 1990 щороку відбуваються прощі до образу Матері Божої Будславської.

## Населення
- 1859 — 485 мешканців, 68 дворів.[1]
- 1868 — 259 мешканців, 48 дворів.
- 1885 — 327 мешканців, 50 дворів.
- 1970 — 859 мешканців, 318 дворів.
- 1996 — 721 мешканців, 300 дворів.
- 1997 — 718 мешканців, 302 дворів.

## Інфраструктура
Нині у Будславі є лісництво, початкова школа, Дім культури, комбінат побутового обслуговування і відділення зв'язку.

## Туристичні атракції

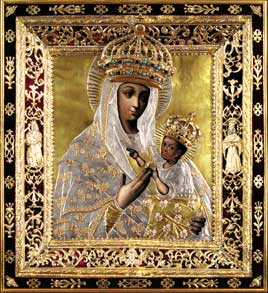
Образ Будславської Божої Матері

У Будславі зберігається образ Будславської Богородиці, один із найшанованіших в католицтві Білорусі.

### Пам'ятки культури
- Водяний млин (1930-і).
- Костел Вознесення Пресвятої Діви Марії (1767—1783).
- Образ Пресвятої Діви Марії.
- Вівтар (XVII століття).
- Каплиця (XIX століття).
- Плебанія (XIX століття).
- Палацо-парковий ансамбль Оскерків (XVIII—XX століття).

### Втрачена спадщина
- Палац Оскерків (XVIII століття).

## Відомі уродженці
- Юхим Глинський (1853—1898) — білоруський співак, органіст і композитор
- Вінцент Жук-Гришкевич (1903—1989) — голова Ради Білоруської Народної Республіки
- Меделко Павліна Вінсентівна (1893—1974) — білоруська артистка, педагог, мемуаристка